# 안반수의경
안반수의경은 위파사나의 핵심 명상법인 수식법이 설명된 불경이다.
수식관(아나빠나)에 대한 알아차림을 명상의 초기 초점으로 사용하는 것에 대한 붓다의 가르침을 자세히 설명하는 법문이다.
경은 수행의 16단계를 포함하고, 그것들을 4개의 사티파타나(마음챙김의 배치)와 연관시키는 4개의 테트라드(tetrad)로 그룹화한다. 미국 학자 승려 타니사로 비쿠(Thanissaro Bhikkhu)에 따르면 이 불경은 팔리어 경전에서 가장 상세한 명상 지침을 담고 있다.

## 같이 보기
- 수식관
- 사무량심
- 빠띠삼비다막가
- 사념처